# Mycetina hornii
Mycetina hornii là một loài bọ cánh cứng trong họ Endomychidae. Loài này được Crotch miêu tả khoa học năm 1873.